# Yli-Ankojärvi
Yli-Ankojärvi är en sjö i Kiruna kommun i Lappland och ingår i Torneälvens huvudavrinningsområde. Sjön är 11 meter djup, har en yta på 0,593 kvadratkilometer och befinner sig 309,1 meter över havet. Yli-Ankojärvi ligger i Torne och Kalix älvsystem Natura 2000-område.

## Delavrinningsområde
Yli-Ankojärvi ingår i det delavrinningsområde (753129-177385) som SMHI kallar för Utloppet av Yli-Ankojärvi. Medelhöjden är 314 meter över havet och ytan är 2,69 kvadratkilometer. Det finns inga avrinningsområden uppströms utan avrinningsområdet är högsta punkten. Vattendraget som avvattnar avrinningsområdet har biflödesordning 4, vilket innebär att vattnet flödar genom totalt 4 vattendrag innan det når havet efter 318 kilometer. Avrinningsområdet består mestadels av skog (64 procent). Avrinningsområdet har 0,63 kvadratkilometer vattenytor vilket ger det en sjöprocent på 23,6 procent.